# ヨーロッパヒメトガリネズミ
ヨーロッパヒメトガリネズミ (Sorex minutus) は、哺乳綱真無盲腸目トガリネズミ科トガリネズミ属に分類される哺乳類。標準和名はニシヒメトガリネズミ。北ヨーロッパに広く分布し、アイルランドに自生する唯一のトガリネズミである。

## 分類
以前はサハリンや北海道の個体群を亜種カラフトヒメトガリネズミSorex minutus gracillimusとして含めていた。1965年に陰茎の形態が異なることから極東産が別種ヒメトガリネズミS. gracillimusとされるようになり、のちに染色体数の違いからも両種を区別することが支持されている。

## 生態
落ち葉の下に住み、小さい昆虫や無脊椎動物を捕食する。昼も夜も活動的である。体重は平均約4g程度であり、新陳代謝率の最も高い動物の1つで、約2時間ごとに餌を食べなければならない。
繁殖期は4月から8月で、メスは地下の巣で2匹から8匹の子を育てる。寿命は15カ月程度であるが、妊娠期間が3週間程度なので、1年に5回まで出産することができる。

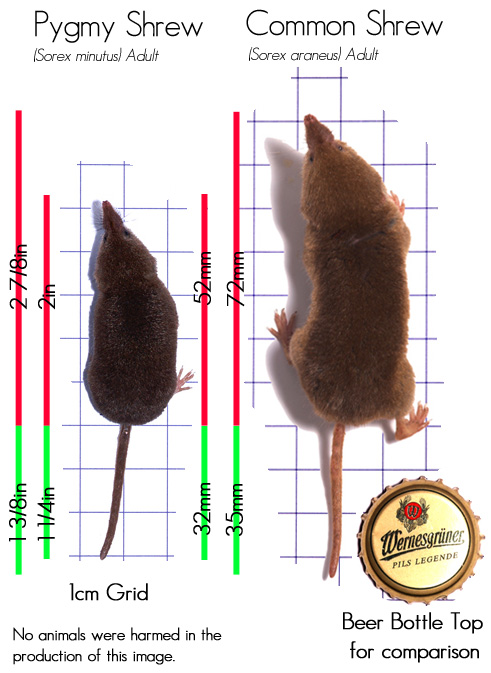
ヨーロッパトガリネズミS. araneusと本種（左）の大きさの比較